# Joey Baron

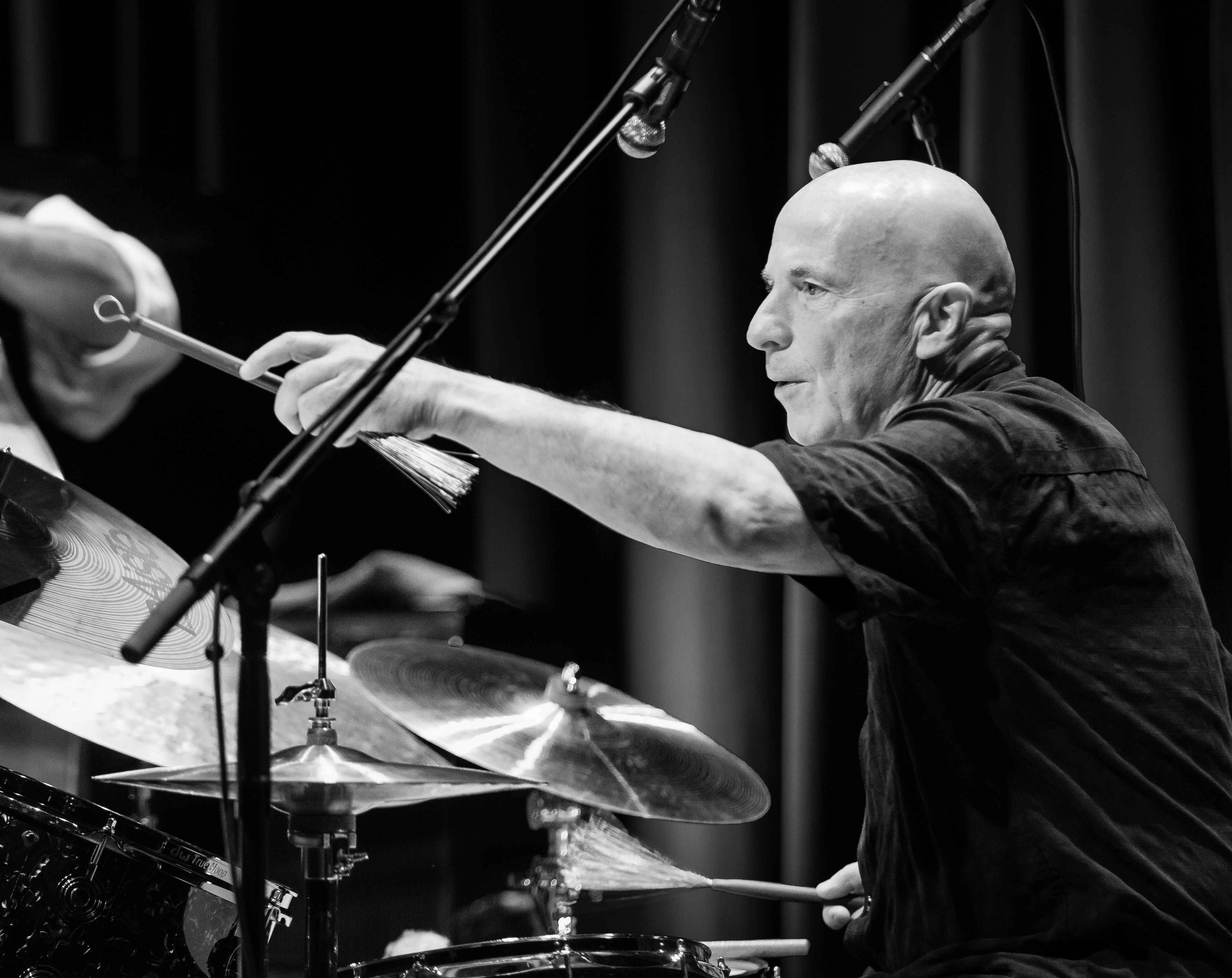
Joey Baron op het podium in Munch, Oslo 2023
Foto: Tore Sætre

Joey Baron (Richmond (Virginia), 26 juni 1955) is een Amerikaans slagwerker.
Baron speelde al vanaf zijn negende jaar en beperkte zich niet tot een stijl. Hij speelde jazz, jazzrock en rock, maar ook rhythm-and-blues. Stan Getz, Bill Frisell en John Zorn maakten gebruik van zijn diensten. Gedurende zijn muzikale loopbaan trof hij verder Tony Bennett, Jim Hall, Jay McShann, Big Joe Turner, Hampton Hawes, Red Mitchell, Marc Johnson, Fred Hersh, Laurie Anderson, David Bowie, John Scofield, Al Jarreau, Eric Vloeimans, Dizzy Gillespie, Eliane Elias, Art Pepper en Tim Berne. Hij speelde ook met het Los Angeles Philharmonic Orchestra. Vanaf 1998 speelde hij regelmatig in een kwartet met John Abercrombie.

## Discografie (selectie)
- 1988 - Miniature (JMT) met Tim Berne, Hank Roberts
- 1991 - Tongue In Groove (JMT) met Steve Swell, Ellery Eskelin
- 1991 - RA Isedpleasuredot (JMT)
- 1995 - 1. Outside (David Bowie)
- 1997 - Down Home (Intuition) met Arthur Blythe, Bill Frisell, Ron Carter
- 2000 - We´ll Soon Find Out (Intuition)
- 2009 – Wait till You See Her met Abercrombie op ECM Records
- 2012 - Within a song opnieuw met Abercrombie op ECM Records